# After Hours (альбом Теда Джонса)
After Hours — студійний альбом американського джазового гурту The Prestige All Stars номінально під керівництвом трубача Теда Джонса, випущений у 1957 році лейблом Prestige Records. Альбом також був перевиданий Френком Вессом і Кенні Берреллом у 1963 році під назвою Steamin'.

## Опис
Секстет у складі зірок лейблу Prestige грає джем-сесію, виконуючи чотири оригінали піаніста Мала Волдрона. композиції тривають від восьми до дванадцяти хвилин. Склад гурту: трубач Тед Джонс, Френк Весс на флейті і тенор-саксофоні, гітарист Кенні Беррелл, Волдрон, басист Пол Чемберс, і ударник Арт Тейлор; усі музиканти у чудовій формі грають передовий матеріал.  

## Список композицій
1. «Steamin'» (Мал Волдрон) — 9:20
2. «Blue Jelly» (Мал Волдрон) — 11:20
3. «Count One» (Мал Волдрон) — 7:52
4. «Empty Street» (Мал Волдрон) — 12:35

## Учасники запису
- Тед Джонс — труба
- Френк Весс — флейта, тенор-саксофон
- Мал Волдрон — фортепіано
- Кенні Беррелл — гітара
- Пол Чемберс — контрабас
- Арт Тейлор — ударні

Технічний персонал
- Боб Вейнсток — продюсер
- Руді Ван Гелдер — інженер
- Айра Гітлер — текст